# Autódromo Provincia de La Pampa
El Autódromo Provincia de La Pampa es un circuito de carreras de deportes motor ubicado en la localidad de Toay, en la Provincia de La Pampa, Argentina, unos 10 km al sudoeste de la capital provincial Santa Rosa. Inaugurado el 11 de noviembre de 2012, es uno de los autódromos más nuevos del país.

## Historia

### Antecedentes
La Provincia de La Pampa recibió al Turismo Carretera por primera vez en 1949, con la primera edición de la Vuelta de La Pampa, ganada en esa ocasión por Juan Gálvez. La Vuelta fue realizada de forma intermitente hasta 1979. El Autódromo de Santa Rosa, ubicado al este de la ciudad en un predio lindero al Jockey Club, recibió al TC dos veces en 1983, primero con una competencia de no ganadores y debutantes, y luego con un Gran Premio ganado por Roberto Mouras. El mismo autódromo también recibió al Turismo Competición 2000 en 1983 y 1984. EL TC realizó un Gran Premio en 1986 en un circuito semipermanente, ganado por Pedro Doumic, donde se marcó el récord de promedio de velocidad del TC (248,777 km/h). En 1987 se realizó la última competencia de TC hasta la inauguración del nuevo autódromo.

### Creación del autódromo
Ya en 2010, funcionarios del gobierno provincial adelantaron sus intenciones de construir un nuevo y moderno autódromo en La Pampa. En mayo de 2011 comenzaron las obras, que, al finalizar, costaron 110 millones de pesos.

### Eventos
El circuito fue inaugurado el fin de semana del 11 de noviembre de 2012 con una competencia de Turismo Carretera correspondiente a la penúltima fecha del campeonato, ganada por Juan Bautista De Benedictis. La carrera de TC fue acompañada por una de TC Pista, ganada por Nicolás Trosset.
Entre el 7 y el 9 de diciembre se realizó la última jornada del Campeonato Argentino 2012 de Turismo Nacional. La carrera principal de la Clase 3 fue ganada por Luis José Di Palma, y >>el título se lo adjudicó Emanuel Moriatis. En la Clase 2, el ganador fue Damián Romero y el campeonato quedó para Facundo Chapur.

## Ganadores

### Turismo Carretera
| Fecha                   | Piloto                      | Automóvil       | Equipo                    |
| ----------------------- | --------------------------- | --------------- | ------------------------- |
| 11 de noviembre de 2012 | Juan Bautista De Benedictis | Ford Falcon     | GPG Racing                |
| 3 de noviembre de 2013  | Diego Aventín               | Ford Falcon     | MVD Competición           |
| 20 de abril de 2014     | Matías Rossi                | Chevrolet Chevy | Donto Racing              |
| 2 de noviembre de 2014  | Christian Ledesma           | Chevrolet Chevy | Jet Racing                |
| 5 de abril de 2015      | Mariano Altuna              | Chevrolet Chevy | Altuna Competición        |
| 1 de noviembre de 2015  | Omar Martínez               | Ford Falcon     | Martínez Competición      |
| 27 de marzo de 2016     | Omar Martinez               | Ford Falcon     | Martínez Competición      |
| 30 de octubre de 2016   | Mariano Werner              | Ford Falcon     | Werner Competición        |
| 29 de octubre de 2017   | Facundo Ardusso             | Torino Cherokee | Renault Sport Torino Team |
| 14 de octubre de 2018   | Alan Ruggiero               | Torino Cherokee | Sprint Racing             |
| 3 de noviembre de 2019  | Mariano Werner              | Ford Falcon     | DTA Racing                |
| 13 de noviembre de 2021 | Luis José Di Palma          | Ford Falcon     | Maquin Parts Racing       |
| 17 de abril de 2022     | Agustín Canapino            | Chevrolet Chevy | JP Carrera                |
| 19 de noviembre de 2022 | Facundo Ardusso             | Torino Cherokee | Maquin Parts Racing       |
| 26 de marzo de 2023     | Diego Ciantini              | Chevrolet Chevy | JP Carrera                |
| 12 de noviembre de 2023 | Germán Todino               | Dodge GTX       | Maquin Parts Racing       |
| 28 de abril de 2024     | Mariano Werner              | Ford Mustang    | Fadel Werner Competición  |
| 10 de noviembre de 2024 | Mariano Werner              | Ford Mustang    | Fadel Werner Competición  |

### Turismo Nacional Clase 3
| Fecha                    | Piloto             | Automóvil           | Equipo                 |
| ------------------------ | ------------------ | ------------------- | ---------------------- |
| 9 de diciembre de 2012   | Luis José Di Palma | Fiat Linea          | GF Racing              |
| 5 de mayo de 2013        | Fabián Pisandelli  | Chevrolet Cruze     | Arana Ingeniería Sport |
| 15 de diciembre de 2013  | Juan Pipkin        | Chevrolet Cruze     | Arana Ingeniería Sport |
| 24 de agosto de 2014     | Jonatan Castellano | Chevrolet Vectra    | JCB Motorsport         |
| 3 de mayo de 2015        | Jerónimo Teti      | Chevrolet Cruze     | Castellano Power Team  |
| 5 de junio de 2016       | Leonel Larrauri    | Honda Civic IX      | Larrauri Racing        |
| 19 de marzo de 2017      | Jonatan Castellano | Chevrolet Cruze     | Castellano Power Team  |
| 20 de agosto de 2017     | Leonel Pernía      | Honda All New Civic | Chetta Racing          |
| 25 de marzo de 2018      | Mariano Werner     | Fiat Tipo           | FIAT FP Racing         |
| 26 de agosto de 2018     | Julián Santero     | Ford Focus          | GC Competición         |
| 24 de marzo de 2019      | Leonel Pernía      | Volkswagen Vento    | Alifraco Sport         |
| 21 de noviembre de 2021  | Sebastián Gómez    | Chevrolet Cruze     | GR Competición         |
| 25 de septiembre de 2022 | Alfonso Domenech   | Ford Focus          | Saturni Racing         |
| 24 de septiembre de 2023 | Joel Gassmann      | Chevrolet Cruze     | JT Racing Team         |

### Súper TC 2000
| Fecha                                         | Piloto                               | Automóvil      | Equipo                |
| --------------------------------------------- | ------------------------------------ | -------------- | --------------------- |
| 2 de junio de 2013                            | Matías Rossi                         | Toyota Corolla | Toyota Team Argentina |
| 15 de junio de 2014                           | Agustín Canapino                     | Peugeot 408    | Peugeot Lo Jack Team  |
| 27 de septiembre de 2015 (200 km de La Pampa) | Matías Rossi / Gabriel Ponce de León | Toyota Corolla | Toyota Team Argentina |
| 25 de septiembre de 2016                      | Bernardo Llaver                      | Fiat Linea     | Fiat Petronas         |

### Top Race V6
| Fecha                    | Piloto            | Automóvil             | Equipo            |
| ------------------------ | ----------------- | --------------------- | ----------------- |
| 15 de septiembre de 2013 | Juan Cruz Álvarez | Mercedes-Benz Clase C | Midas Racing Team |
| 28 de septiembre de 2014 | Martín Ponte      | Mercedes-Benz Clase C | GT Racing         |